# ایوان پرز (بازیکن فوتبال، زاده ۱۹۸۵)
ایوان پرز (انگلیسی: Iván Pérez؛ زادهٔ ۱۶ نوامبر ۱۹۸۵) بازیکن فوتبال اهل اسپانیا است.
از باشگاه‌هایی که در آن بازی کرده‌است می‌توان به باشگاه فوتبال لوگو، باشگاه فوتبال کامپوستلا، باشگاه فوتبال پومفرادینا، و باشگاه فوتبال دپورتیوو لاکرونیا اشاره کرد.